# Мархасёв, Лев Соломонович
Лев Соломонович Мархасёв (10 апреля 1929, Одесса, СССР — 23 марта 2011, Санкт-Петербург, Россия) — советский и российский радиожурналист, сценарист, писатель. Член Союза журналистов.

## Биография
Лев Соломонович Мархасёв родился в 1929 году в Одессе. Впервые оказался на радио ребёнком в годы блокады – в группе детей, читавших в эфире передачи ленинградцам.
В 1951 году окончил отделение журналистики филологического факультета ЛГУ. Как вспоминали однокурсники, безусловных величин на курсе было две – Юрий Лотман, впоследствии выдающийся литературовед, и Лев Мархасёв. Глубоко образованный интеллектуал, интеллигент, великолепный рассказчик, блестящий журналист.
С 1957 года — на Ленинградском радио, редактор в отделе музыкальных программ.
С 1973 по 1981 год руководил творческим объединением «Телефильм».
Как сценарист участвовал в создании на телеканале «Культура» ста выпусков программы «С потолка» с ведущим Олегом Басилашвили.
Лев Мархасёв делал сценарии для «Ленфильма» и «Леннаучфильма». Также сотрудничал с издательством «Советский композитор», Ленинградского отделения.
С 1993 года руководил Петербургским радио.
В 2003 году получил награду конкурса журналистов Санкт-Петербурга и Ленинградской области «Золотое перо» — «За верность профессии».
Свой житейский и профессиональный опыт он использовал, творя программы, становившиеся истинными долгожителями эфира. В не самые вольные годы Лев Соломонович приучил ленинградскую публику слушать свою замечательную передачу «В лёгком жанре». Делать её вместе с великим Игорем Дмитриевым было очень и очень нелегко. Но Мархасёв умел так выстроить фразу, что популярному артисту оставалось лишь произнести её вслух. Дело пропаганды «лёгкого жанра» Лев Соломонович продолжал в своих книгах, настоящей энциклопедии музыкальной эстрады ушедшего века.
Ленинградскому-петербургскому радио Лев Мархасёв отдал пятьдесят три года.
Последней масштабной работой Мархасёва стали десять часовых радиофильмов о блокадном подвиге Ленинграда.
Умер 23 марта 2011 года у себя дома в Санкт-Петербурге после тяжелой и продолжительной болезни.

Лев Соломонович был удивительно талантливым человеком. В юности он избрал своей будущей профессией журналистику и оставался верен ей всю жизнь. Его профессиональная судьба была связана с ленинградским-петербургским радио. Именно Дом Радио стал его настоящим домом. Здесь он прошел путь от редактора до директора. Об этом Доме написал замечательную книгу «Записки из Дома радио».
Но талантливый человек талантлив во всем. Обладатель поистине золотого пера, Лев Соломонович писал сценарии для кинофильмов и телефильмов, книги о музыке, о деятелях культуры нашего города. Он оставил нам богатое творческое наследие.
Трудно подобрать слова, которые смогли бы утешить всех, кто близко знал этого удивительного человека.
Память о Льве Соломоновиче Мархасёве навсегда сохранится в наших сердцах.
Губернатор Санкт-Петербурга, 23 марта 2011 года.

Прощание с Львом Мархасевым прошло в 14:45 мск в субботу, 26 марта, в Большом зале Крематория.

## Автор сценария
- «Моя Кармен» (1976)
- «Шаги императора» (1990)